# Diplotaxis pitardiana
Diplotaxis pitardiana är en korsblommig växtart som beskrevs av René Charles Maire. Diplotaxis pitardiana ingår i släktet mursenaper, och familjen korsblommiga växter. Inga underarter finns listade i Catalogue of Life.